# Großsteingräber bei Arendsee
Die Großsteingräber bei Arendsee waren mehrere megalithische Grabanlagen unbekannter Zahl der jungsteinzeitlichen Trichterbecherkultur bei Arendsee, einem Gemeindeteil von Nordwestuckermark im Landkreis Uckermark (Brandenburg). Sie wurden im 18. Jahrhundert zerstört. Der einzige Bericht über die Gräber stammt aus einem Manuskript von Johann Christoph Bekmann aus dem Jahr 1712. Er schreibt lediglich, dass bei Arendsee „Heldenbetten“ (Hünenbetten) und Steinkreise existierten, macht aber keine näheren Angaben zu Standorten, Anzahl, Form und Maßen.